# Garrett Hedlund
Garrett John Hedlund (Roseau, 3 de setembro de 1984) é um ator norte-americano. Ficou famoso pela sua atuação em Troia, onde desempenhou o papel de Pátroclo, anos depois recebeu uma proposta para ser o protagonista do filme Tron: o Legado.

## Biografia
Seu pai, Robert Martin Hedlund de ascendência sueca, a mãe, Kristine Ane Yanish descendente de noruegueses e alemães, um irmão mais velho, Nathaniel e ainda uma irmã, também mais velha, Amanda, viviam numa quinta de gado bovino, numa pequena cidade próxima a Wannaska, Minnesota. Mudou-se, mais tarde, para Scottsdale, no Arizona, com a mãe e a irmã, depois dos seus pais terem se divorciado. Inscreveu-se na Horizon High School, onde praticou wrestling e futebol americano, tendo também aulas particulares de representação. Graduou-se um semestre mais cedo.

### Carreira
Garrett mudou-se para Los Angeles com a ambição de se tornar ator. Foi modelo para L.L. Bean e para a Teen Magazine antes de ser descoberto por um agente, um mês depois de se ter mudado para a cidade.
O seu primeiro filme foi o épico Troia, onde desempenhou o papel de Pátroclo, o primo de Aquiles (Brad Pitt). No mesmo ano, filmou Tudo Pela Vitória, com o personagem "Don Bilingsley", cujo pai era representado por Tim McGraw, um dos seus ídolos.
Em 2005, Garrett interpretou "Jack Mercer", em Quatro Irmãos, onde contracenou com estrelas como
Mark Wahlberg, Tyrese Gibson e André Benjamin.
Em 2006, atuou em Eragon (o best-seller de Christopher Paolini) na pele de Murtagh, e ainda como "Harlan", no filme de 2007, Ela É Poderosa, onde contracena com Lindsay Lohan, Jane Fonda e Felicity Huffman. Em 2007, atuou em "Sentença de Morte" junto com "Kevin Bacon" onde ele estava totalmente irreconhecível de cabeça raspada e tatuado. Em 2010, atuou em "Country Strong" e "Tron: O Legado". Em 2012, atuou em "On The Road".

## Vida pessoal
Desde março de 2019, está em um relacionamento com a atriz Emma Roberts. Em agosto de 2020, Roberts anunciou que estava a espera do primeiro filho com Hedlund. Em 28 de dezembro de 2020, o TMZ noticiou que o filho do casal havia nascido no dia anterior, e recebeu o nome Rhodes Robert Hedlund.

## Filmografia
| ano  | Título                          | Papel                        | Notas |
| ---- | ------------------------------- | ---------------------------- | ----- |
| 2004 | Troia                           | Pátroclo                     |       |
| 2005 | Four Brothers                   | Jack Mercer                  |       |
| 2006 | Eragon                          | Murtagh                      |       |
| 2007 | Sentença de Morte               | Billy Darley                 |       |
| 2007 | Georgia Rule                    | Harlan                       |       |
| 2010 | Tron - O legado                 | Sam Flynn                    |       |
| 2010 | Country Strong                  | Beau Hutton                  |       |
| 2012 | On The Road                     | Dean Moriarty / Neal Cassady |       |
| 2013 | Inside Llewyn Davis             | Johnny Five                  |       |
| 2014 | Lullaby                         | Jonathan                     |       |
| 2015 | Unbroken                        | Commander John Fitzgerald    |       |
| 2015 | Violent Talent                  | Eamon                        |       |
| 2015 | Peter Pan                       | Capitão Gancho               |       |
| 2016 | A Longa Caminhada de Billy Lynn | Sargento Dime                |       |
| 2017 | Mudbound                        | Jamie McAllan                |       |
| 2018 | Burden (filme)                  | Mike Burden                  |       |
| 2019 | Operação Fronteira              | Ben Miller                   |       |

## Prêmios e Indicações
| Prêmios | Prêmios   | Prêmios                | Prêmios                                            | Prêmios        |
| Ano     | Resultado | Premiação              | Categoria                                          | Título         |
| ------- | --------- | ---------------------- | -------------------------------------------------- | -------------- |
| 2004    | Indicado  | Teen Choice Awards     | Escolha da Estrela Estreante no Cinema - Masculino | Troia          |
| 2006    | Indicado  | Black Reel Awards      | Melhor Elenco                                      | Quatro Irmãos  |
| 2011    | Indicado  | Saturn Award           | Melhor Ator Coadjuvante                            | Tron: O Legado |
| 2011    | Venceu    | Young Hollywood Awards | Ator do Ano                                        | Tron: O Legado |